# Head to the Sky
| 전문가 평가      | 전문가 평가  |
| 평가 점수        | 평가 점수    |
| 출처             | 점수         |
| ---------------- | ------------ |
| Allmusic         | [ 2 ]        |
| Rolling Stone    | (favorable)  |
| Village Voice    | (B–)         |
| Billboard        | (favourable) |
| Variety          | (favourable) |
| Pittsburgh Press | (favourable) |

《Head to the Sky》는 1973년 5월, 컬럼비아 레코드에서 발매된 미국의 밴드 어스, 윈드 & 파이어의 네 번째 스튜디오 음반이다. 이 음반은 《빌보드》 톱 솔 음반 차트 2위, 빌보드 200 차트 27위까지 올랐다. 《Head to the Sky》는 또한 미국 음반 산업 협회에 의해 미국 플래티넘 인증을 받았다.

## 배경
《Head to the Sky》는 조 위저트가 프로듀싱하고 밴드 리더 모리스 화이트가 음반의 음악 감독으로 참여했다. LP는 또한 캘리포니아주 할리우드의 클로버 레코더 스튜디오에서 녹음되었다.
〈Evil〉은 《빌보드》 어덜트 컨템포러리 송 차트에서 19위, 《빌보드》 핫 솔 송 차트에서 25위로 정점을 찍었다. 〈Keep Your Head to the Sky〉도 《빌보드》 핫 솔 송 차트에서 23위에 올랐다.

## 곡 목록
| #  | 제목                          | 작사·작곡                  | 재생 시간 |
| -- | ----------------------------- | -------------------------- | --------- |
| 1. | 〈Evil〉                      | 필립 베일리, 모리스 화이트 | 5:00      |
| 2. | 〈Keep Your Head to the Sky〉 | M. 화이트                  | 5:10      |
| 3. | 〈Build Your Nest〉           | M. 화이트, 버딘 화이트     | 3:17      |
| 4. | 〈The World's a Masquerade〉  | 스킵 스카버러              | 4:48      |

| #  | 제목         | 작사·작곡          | 재생 시간 |
| -- | ------------ | ------------------ | --------- |
| 5. | 〈Clover〉   | 래리 던, M. 화이트 | 5:27      |
| 6. | 〈Zanzibar〉 | 에두 로보          | 13:09     |